# 有畑駅
有畑駅（ありはたえき）は、青森県上北郡横浜町字苗代川目（なわしろかなめ）にある、東日本旅客鉄道（JR東日本）大湊線の駅。

## 歴史
- 1946年（昭和21年）6月10日：開業[2]。
- 1987年（昭和62年）4月1日：国鉄分割民営化によりJR東日本の駅となる[2]。
- 2024年（令和6年）10月1日：えきねっとQチケのサービスを開始[1][3]。

## 駅構造
単式ホーム1面1線を有する地上駅である。木造建3坪程度の待合室がある。
青森駅管理の無人駅である。

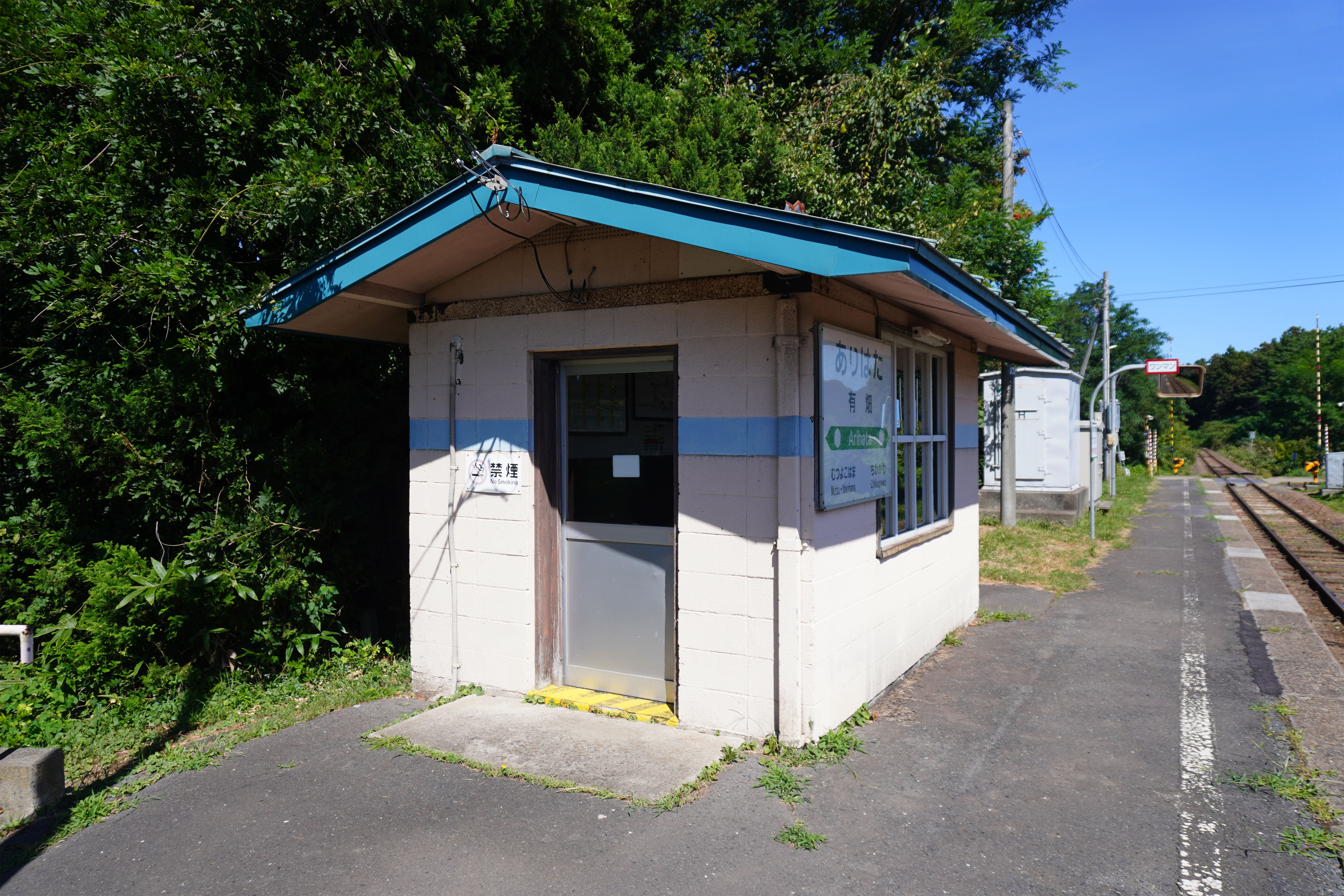
待合室外観（2024年9月）
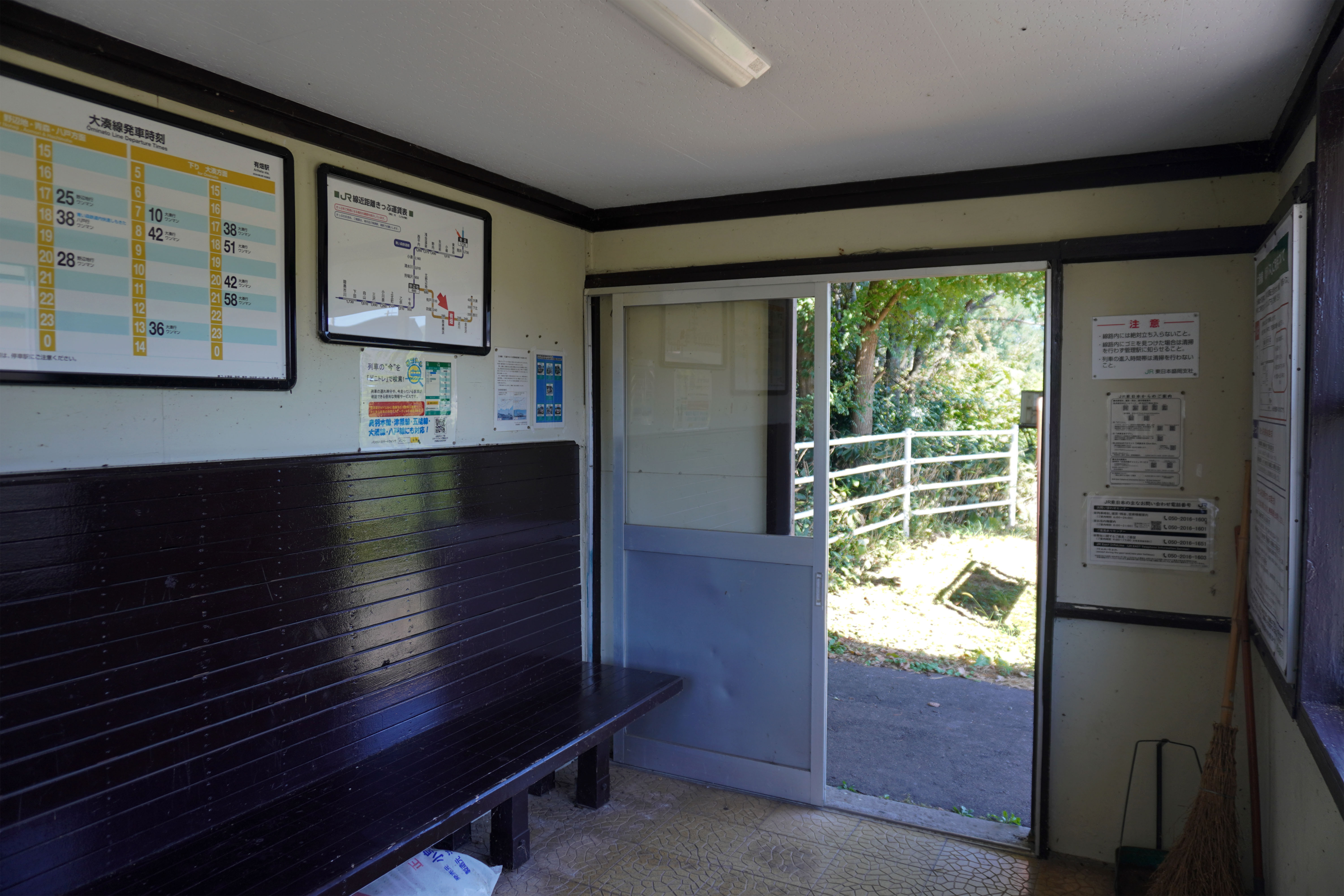
待合室内（2024年9月）
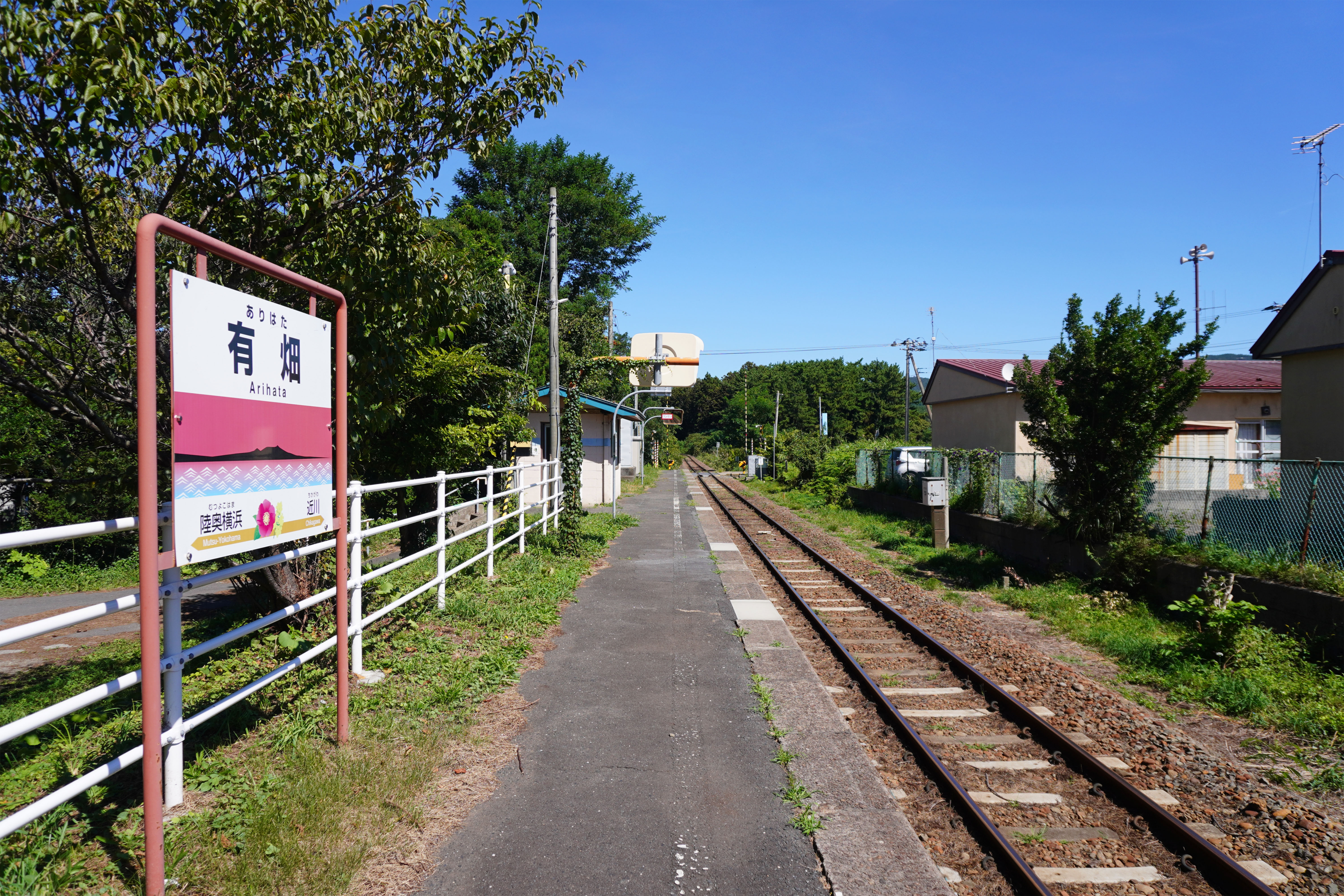
ホーム（2024年9月）

## 駅周辺
- 有畑簡易郵便局
- 国道279号

## 隣の駅
東日本旅客鉄道（JR東日本）
■大湊線
□快速「しもきた」
通過
■普通
陸奥横浜駅 - 有畑駅 - 近川駅